# No More Lies
No More Lies är en låt som gavs ut på en souvenir-EP av den engelska heavy metal-gruppen Iron Maiden den 29 mars, 2004. Låten är skriven av grundaren och basisten Steve Harris. Den här special EP:n släpptes för att tacka alla fans Iron Maiden har, genom alla år de stöttat dem och funnits för dem. Alltså är det en EP för samlare och riktiga fans av bandet. Med fanns ett svettband, en liten bok med bilder och fakta om bandet och en låda. 
Låten handlar om en person som vet att hans tid har kommit, med den mörknande skyn som representerar början av slutet. Steve Harris har nämnt att texten matchar historien om Den sista måltiden i Bibeln. Personen som ska lämna denna värld verkar ha levt sitt livt fullt ut och ångrar sig inte för något nu när han ska lämna oss. Reinkarnation nämns också i låten, något som är vanligt i Iron Maiden-låtar som tar upp döden. Titeln, No More Lies (Inga fler lögner) kan ta upp olika saker. Det kan vara att när slutet kommer är det ingen idé att ljuga om hur vi ser våra liv. Illusionerna om vårt förflutna försvinner och vi möter sanningen, och det spelar ingen roll hur mycket vi försökt dölja det tidigare. Det kan också betyda att om det finns ett liv ett detta, kommer inte det vara fullt av lögner som det tidigare livet. Vi börjar om igen med ett liv kring sanningar och ärlighet, "I'm coming back to try again". 
Med på EP:n fanns även Paschendale i orkesterversion. Låten Journeyman finns i sin originalversion, elektriskt, för på albumet Dance of Death är den akustisk. Den skulle egentligen vara elektrisk även den, men bandet bestämde sig för att göra den akustisk. Med fanns även en version av Age Of Innocence, kallad Age Of Innocence... How Old?. På den här sjunger trummisen Nicko McBrain låten och tappar bort sig totalt. Låten är en gömd låt som kommer efter Journeyman spelats tyst i sex minuter. 
Med fanns även en video till No More Lies där studioversionen av låten har lagts på livebilder så de stämmer överens.

## Låtlista
1. No More Lies (Harris)
2. Paschendale (orchestral version) (Smith, Harris)
3. Journeyman (electric version) (Smith, Harris, Dickinson)
4. Age Of Innocence... How Old? (Murray, Harris, McBrain)
5. No More Lies (video) (Harris)

## Banduppsättning
- Bruce Dickinson - sång
- Janick Gers - gitarr
- Dave Murray - gitarr
- Adrian Smith - gitarr
- Steve Harris - bas
- Nicko McBrain - trummor